# ماکس میدوز (ویرجینیا)
ماکس میدوز (به انگلیسی: Max Meadows) یک منطقهٔ مسکونی در ایالات متحده آمریکا است که در شهرستان وایت واقع شده‌است. ماکس میدوز ۱۲٫۱ کیلومتر مربع مساحت و ۵۶۲ نفر جمعیت دارد و ۶۱۸ متر بالاتر از سطح دریا واقع شده‌است.